# Borströrkaktus
Borströrkaktus (Cleistocactus hyalacanthus) är en art inom släktet rörkaktusar och familjen kaktusväxter. Arten förekommer i Bolivia.

## Synonymer
Cereus hyalacanthus K.Schum.
Cleistocactus jujuyensis (Backeb.)	Backeb.
Cleistocactus jujuyensis var. fulvus F.Ritter
Cleistocactus strausii var. jujuyensis Backeb.